# Rioux-Martin
Rioux-Martin település Franciaországban, Charente megyében. Lakosainak száma 221 fő (2022. január 1.). Rioux-Martin Chalais, Médillac, Saint-Avit, Yviers és La Genétouze községekkel határos.

## Népesség
A település népessége az elmúlt években az alábbi módon változott:
| Lakosok száma | 306  | 260  | 211  | 220  | 238  | 236  | 233  | 225  | 225  | 221  |
|               | 1968 | 1982 | 1990 | 2006 | 2013 | 2015 | 2017 | 2019 | 2020 | 2022 |